# Wuhan Gator
Die Wuhan Gators (engl. für Wuhan Alligatoren; bis 2017 Shenzhen Naja) sind ein Arena-Football-Franchise aus Wuhan. Sie spielen seit 2016 in der China Arena Football League (CAFL).

## Geschichte
Am 3. Mai 2016 wurde von der CAFL die Gründung der Shenzhen Najas bekannt gegeben. Sie spielten in der Shenzhen Dayun, welche eine Kapazität von 17.000 Zuschauern hat. Sie konnten in ihrer ersten Saison zwei Siege aus fünf Spielen erzielen und sich so nur für das Spiel um Platz fünf qualifizieren. Dort trafen sie auf die bislang sieglosen Dalian Dragon Kings. Die Najas gewannen mit 46:30 und konnten so ihre Saisonbilanz auf drei Siege zu drei Niederlagen heben.
Nach der Saison zogen die Najas von Shenzhen nach Wuhan und benannten sich in Wuhan Gators um.

## Name und Logo
Die Shenzhen Naja wurden nach der echten Kobra (wissenschaftlicher Name Naja) benannt, welche in Shenzhen heimisch ist. Das Logo war ein Football, auf dem der Kopf einer Kobra abgebildet war. Das Logo war in orange und grün gehalten und sollte die Landschaft Shenzhens vor ihrer Entwicklung zur Großstadt repräsentieren.

## Saisonergebnisse
| Saison | Siege | Niederlagen | Unentschieden | Platzierung | Play-off-Ergebnis                                        |
| ------ | ----- | ----------- | ------------- | ----------- | -------------------------------------------------------- |
| 2016   | 2     | 3           | 0             | 5. CAFL     | 46:30-Sieg im Spiel um Platz 5 gegen Dalian Dragon Kings |